# Eosentomon microphthalmus
Eosentomon microphthalmus är en urinsektsart som beskrevs av Sören Ludvig Paul Tuxen 1978. Eosentomon microphthalmus ingår i släktet Eosentomon och familjen trakétrevfotingar. Inga underarter finns listade i Catalogue of Life.